# Eckville (Alberta)
Pour les articles homonymes, voir Eckville.
Pour la communauté non incorporée aux États-Unis, voir Eckville (Pennsylvanie).
Eckville est une ville (town) du Comté de Lacombe, située dans la province canadienne d'Alberta.

## Démographie
En tant que localité désignée dans le recensement de 2011, Eckville a une population de 1 125 habitants dans 436 de ses 485 logements, soit une variation de 18.3% avec la population de 2006. Avec une superficie de 1,582 8 km2, la ville possède une densité de population de 710,765 7 hab/km2 en 2011.
Concernant le recensement de 2006, Eckville abritait 951 habitants dans 380 de ses 388 logements. Avec une superficie de 1,582 8 km2, la ville possédait une densité de population de 600,8 hab/km2 en 2006.
| 2001  | 2006 | 2011  | 2016  |
| ----- | ---- | ----- | ----- |
| 1 019 | 951  | 1 125 | 1 125 |